# Міняйлов Олексій Геннадійович
Олексі́й Генна́дійович Міня́йлов — майор Збройних сил України.

## Бойовий шлях
Командир гаубично-артилерійської батареї 79-ї Миколаївської окремої аеромобільної бригади. З підрозділом 13 діб в червні-липні провів на кордоні з Російською федерацією — поблизу пункту пропуску «Ізварине». Батарея Міняйлова розташовувалася на висоті, контролюючій підходи до Краснодона, вражала ворожі каравани — терористи через кордон переправляли озброєння, доки на підмогу мародерам надійшли російські підрозділи. Російський офіцер «Контора» викликав на українських вояків вогонь танків, систем залпового вогню БМ-21 «Град», «спускав собак» — умовна назва вогню з ПТРК «Корнет».
З «Корнетів» були підбиті танк та кілька БМП-2 7-ї піхотної роти 72-ї механізованої бригади — до неї була придана гаубично-артилерійська батарея Міняйлова. На другий тиждень боїв майор був поранений, проте відмовився відійти, керував батареєю, втрачаючи свідомість від болю. Під кінець боїв з 6 гармат лишилася одна, тоді отримали наказ про відхід.

## Нагороди
21 серпня 2014 року — за особисту мужність і героїзм, виявлені у захисті державного суверенітету та територіальної цілісності України, вірність військовій присязі під час російсько-української війни, відзначений — нагороджений орденом Богдана Хмельницького ІІІ ступеня.
Недержавна нагорода «Народний Герой України»